# Хабиб Бургиба
Хабиб Бургиба (арап: حبيب بورقيبة Ḥabīb Būrqībah; 3. август 1903 — Монастир, 6. април 2000) је био први и доживотни председник Туниса, а његова владавина трајала је пуних тридесет година (1957—1987). Творац је независности Туниса и један од главних арапских лидера који се залагао за умереност у Арапском свету.

## Детињство и школовање
Бургиба је рођен у малом рибарском месту Монастиру, 100 mi (160 km) јужно од главног града Туниса, као осмо и најмлађе дете Али Бургибе, бившег поручника у војсци бега Туниса. У раној младости био је послат у Тунис на Садики колеџ, а средњу школу је завршио у Лицеју Карно у истом граду, где се упознао са француском културом и западним тековинама. Године 1924, отишао је у Париз на студије права и политичких наука на Сорбони и ступио у контакт са алжирским и марокански интелектуалцима и борцима за независност. Године 1927, оженио се својом газдарицом у Паризу, Матилдом Лорен и са њом добио сина јединца Хабиба Бургибу Јуниора.

## Политичка каријера
Као жестоки националиста и борац се за независност своје домовине, већ 1927. године се вратио у Тунис, где се бавио адвокатуром, основао националистичке новине и активирао у странци Дестур (Устав). Убрзо је постао разочаран лидерима странке, које је сматрао конзервативним и бојажљивим, па је 1934. године заједно са истомишљеницима основао нову странку Нео Дестур, у којој је изабран за генералног секретара. Бургиба је подстицао Тунишане да се супротставе колонијалним властима, па је често привођен и затваран, чак и на дуже време. У то време био је признат лидер у развоју националног покрета, са репутацијом инспиративног и ватреног говорника. После другог периода интернације, овог пута у француским војним затворима (1938—1942), Бургибу су ослободили Немци, желећи да добију његову потпору у Другом светском рату, али се њихов план није остварио. Дошавши у Тунис под немачком окупацијом, Бургиба је одбио да сарађује, јер је био уверен да ће Савезници на крају преовладати.

## Борба за независност Туниса
Године 1945. године напустио је земљу и отишао у Египат, где је наставио да заговара независност Туниса. Путовао је по Европи, источној Азији, Блиском истоку и САД покушавајући да придобије симпатије и помоћ за своју идеју, користећи при том дипломатију несврстаних која ће му се касније исплатити. У Тунис се вратио 1949. године, када је партија Дестоур била заступљена у влади Туниса, и отпочела преговоре са Француском око уређења односа. Немајући никакав службени положај, Бургиба није учествовао у разговорима, који су донели врло мало напретка. Године 1951, отишао је у Париз где је радио на одблокирању процеса преговора, јер су штрајкови и демонстрације за независност Туниса, као и француска решеност да заштити интересе својих досељеника, страховито дизали тензије. Бургиба је поново ухапшен и притворен 1952. године, прво у Тунису, а касније у Француској. Међутим, 1954. године када су се туниски националисти окренули тероризму, француска влада отпочела је преговоре са Бургибом, признајући Тунису унутрашњу аутономију. Нова туниска влада, која је обухватала и Нео Дестоур, формирана је са јасним циљем да преговара о крају француске управе. Прва фаза тог процеса завршена је у јуну 1955. године, када је потписана Конвенција о унутрашњој аутономији, ограничавајући француску контролу у областима одбране и спољних послова. У даљим преговорима између Туниса и Француске потписан је протокол 20. марта 1956. године, који је имао снагу Споразума о независности. Следеће године постигнут је договор око евакуације француских трупа из земље (са изузетком једне базе у Бизерти), збачен је краљ Мухамед VIII ал Амин, укинута монархија, и проглашена република, а Бургиба је изабран за председника нове републике.

## Председник Туниса
Године 1959. Нео Дестур је освојио свих 90 места у Народној скупштини и тиме самостално преузео власт и дужност одржавања мира у земљи. Због својих реформи, Бургиба је често упоређиван са турским државником Кемалом Ататурком. Покренуо је кампање описмењавања, бесплатног здравства, повисио старосно доба девојака за удају на 17 година, укинуо полигамију, озаконио развод брака. Војска је чврсто подређена цивилној власти, а администрација је прошла кроз процес тунисификације, јер су француски радници замењени колегама из Туниса.
Бургибина спољна политика представљала је превагу прагматизма над идеологијом. На Западу је тражио економску и војну помоћ, али га то није спречавало да сарађује са не-западним земаљама у потрази за извозним тржиштима и билатералном трговином. Тежио је да одржи посебан однос са Француском, верујући да би требало да се искористи позитивно економско, културно и социјално наслеђе колонијализма. И поред велике кризе у односима Туниса и Француске, због туниске подршке ослобођењу Алжира, напада на француску базу у Бизерти и експропријације земљишта француских досељеника, Бургиба је углавном успевао да одржи срдачно пријатељство између две земље. Такође је радио неуморно како би успоставио добре односе са САД, у циљу технолошке модернизације Туниса. За разлику од осталих земаља Арапског света, Бургиба се залагао за умерен и конструктиван однос према Израелу, али је, ипак, подржао права Палестинаца и понудио Палестинској ослободилачкој организацији базу када је била протерана из Либана 1982. године.

## Повлачење са власти и крај живота
Кад је реч о унутрашњој политици, Бургиба је све више постајао ауторитарна личност одвојен од базе своје странке, а обећање о политичкој либерализацији земље изоставио је да испуни. После серије бомбашких напада исламистичких елемената на његов вољени родни град Монастир, наредио је страшан напад на руководство Исламског покрета. Тунис се нашао на ивици политичке и економске кризе у новембру 1987. године када је Бургиба наредио нова суђења за 15 исламиста и тражио да њих 12 буде обешено. Овај последњи захтев уверио је и присталице Бургибе да се он више не понаша рационално, јер би извршење овог наређења довело до избијања грађанског рата. После неколико лекарских прегледа установљено је да је ментално неспособан да обавља своје дужности, што је довело до уставног удара којим је уклоњен са власти. Премијер Зин ал Абидин бен Али именован је само месец дана касније за новог председника Туниса. Последњих 13 година живота, Хабиб Бургиба провео је у кућном притвору, а умро је у 96. години. Након његове смрти 2000. године, проглашена је национална жалост, а сахрањен је у свом породичном маузолеју у Монастиру.

## Односи са Југославијом
Тунис је био чланица Покрета несврстаних, а Хабиб Бургиба близак у односима са председником Јосипом Брозом Титом, једним од оснивача Покрета. Југославија је пружила политичку подршку туниској борби за независност у оквиру организације УН, и била једна од првих земаља које су успоставила дипломатске односе са Тунисом. Године 1965. Бургиба је постао почасни грађанин Београда.